# Надін Байлер
Надін Байлер (нім. Nadine Beiler, нар. 27 травня 1990 року) — австрійська R&B і Поп співачка, переможниця 3-го сезону популярного австрійського талант-шоу «Зіркоманія». Представник Австрії на пісенному конкурсі Євробачення-2011 із піснею «The Secret Is Love».

## Біографія
Надін Байлер народилася 27 травня 1990 в селищі Інцінг на Заході Австрії, в сім'ї працівників охорони здоров'я. Співочий талант Надін Байлер розкрився ще в ранньому віці. Вже тоді вона почала виступати спочатку на сімейних, потім на міських святах. Пізніше стала працювати на вечірках та весіллях. Крім співу Надін захоплювалася тенісом. Свій дебютний сингл під назвою «Alles was du willst» Байлер презентувала в лютому 2007 року. А в травні того ж року співачка випустила перший альбом «Komm doch mal rüber». Сьогодні Надін Байлер — учасниця австрійського гурту «Plankton». 13 травня 2011 вийшов другий альбом Надін — «I've Got a Voice».

## Євробачення 2011
25 лютого 2011 Надін Байлер перемогла в національному відборі Австрії на Євробачення 2011 із піснею «The Secret Is Love», що проходив на телеканалі ORF. Національний відбір складався з 2-х етапів. До фіналу потрапили 10 конкурсантів, з яких у суперфіналі змагалися лише 3. Переможця обирали глядачі шляхом телеголосування. На Євробаченні Надін виступала в 2-му півфіналі і посівши 7-ме місце потрапила до фіналу. У фіналі вона отримала 64 бали і 18 місце.

## Дискографія

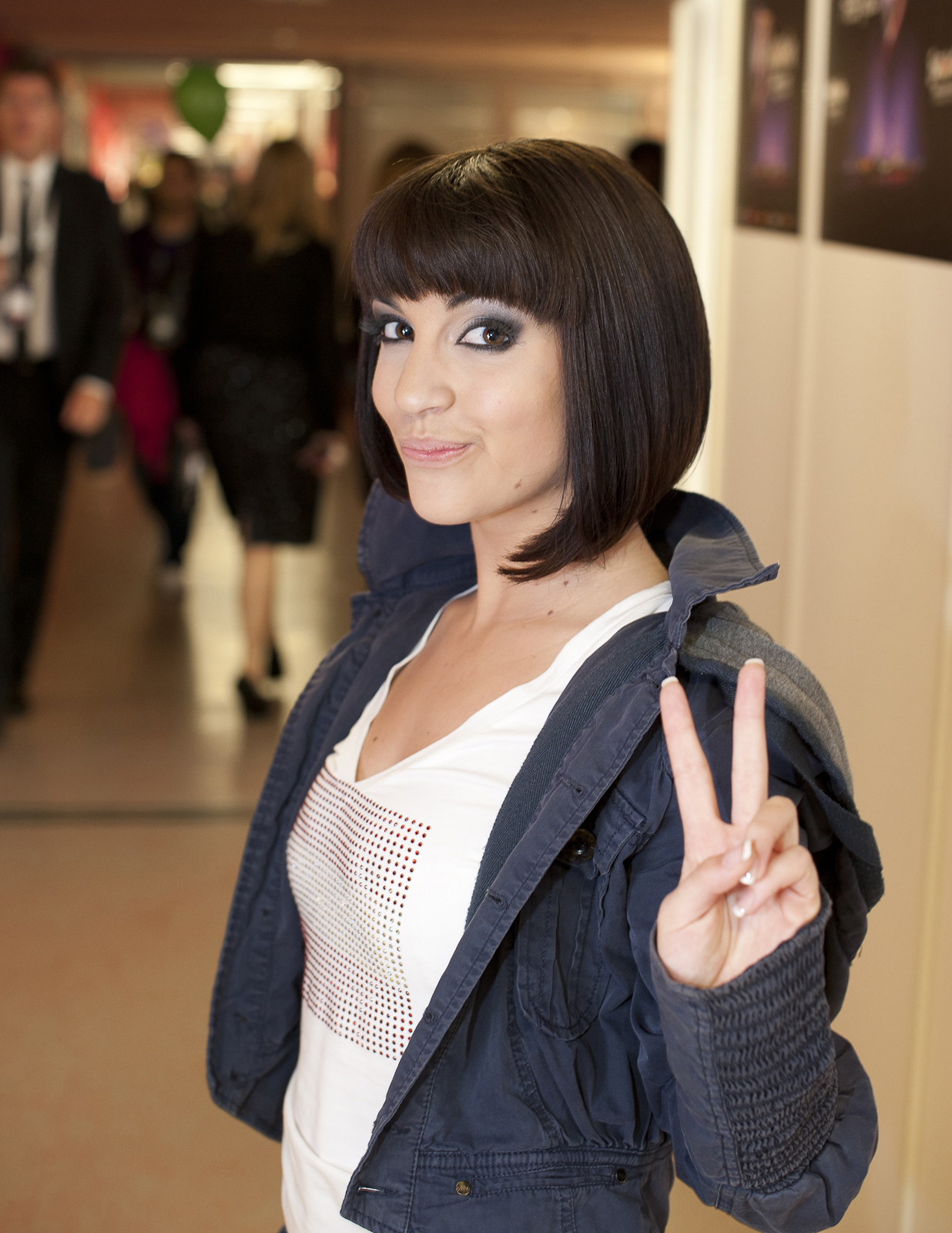
Надін на Євробаченні (14 травня 2011).

### Альбоми
| Альбом              | Примітки                                                                                          | Пікові позиції в чартах |
| Альбом              | Примітки                                                                                          | AUT                     |
| ------------------- | ------------------------------------------------------------------------------------------------- | ----------------------- |
| Komm doch mal rüber | - Реліз: 25 травня 2007 - Лейбл: Universal Music - Формат: CD, Digital download                   | 4                       |
| I've Got a Voice    | - Реліз: 13 травня 2011 - Лейбл: Sony Music, Serious Entertainment - Формат: CD, Digital download | 3                       |

### Сингли
| Рік  | Пісня                 | Пікові позиції в чартах | Альбом              |
| Рік  | Пісня                 | AUT                     | Альбом              |
| ---- | --------------------- | ----------------------- | ------------------- |
| 2007 | «Alles was du willst» | 2                       | Komm doch mal rüber |
| 2007 | «Was wir sind»        | 15                      | Komm doch mal rüber |
| 2011 | «The Secret Is Love»  | 9                       | I've Got a Voice    |